# Gorky Park (album)
Gorky Park – debiutancki album studyjny rosyjskiego zespołu Gorky Park, wydany w 1989 roku.

## Lista utworów
Opracowano na podstawie materiału źródłowego:
1. „Bang” – 4:47
2. „Try to Find Me” – 5:08
3. „Hit Me with the News” – 3:52
4. „Sometimes at Night” – 5:08
5. „Peace in Our Time” (Jon Bon Jovi, Richie Sambora) – 5:56
6. „My Generation” – 4:44
7. „Within Your Eyes” – 4:55
8. „Child of the Wind” – 5:22
9. „Fortress” – 4:04
10. „Danger” – 3:30
11. „Action” – 3:55

## Twórcy
- Nikołaj Noskow – wokal prowadzący, wokal wspierający
- Aleksiej Biełow – gitara rytmiczna
- Jan Janienkow – gitara rytmiczna
- Aleksandr Marszał – gitara basowa
- Aleksandr Lwow – perkusja